# Donji Hruševec
Donji Hruševec es una localidad de Croacia en el municipio de Kravarsko, condado de Zagreb.

## Geografía
Se encuentra a una altitud de 185 m s. n. m. a 39,6 km de la capital nacional, Zagreb.

## Demografía
En el censo 2011, el total de población de la localidad fue de 332 habitantes.
Según estimación 2013 contaba con una población de 328 habitantes.